# Coturnix coturnix
La quaglia comune (Coturnix coturnix (Linnaeus, 1758)) è un animale della famiglia dei Fasianidi.

## Descrizione

### Dimensioni
Misura 16–20 cm di lunghezza per 70-140 g di peso nei maschi e 70-155 g nelle femmine; l'apertura alare è di 32–35 cm.

### Aspetto

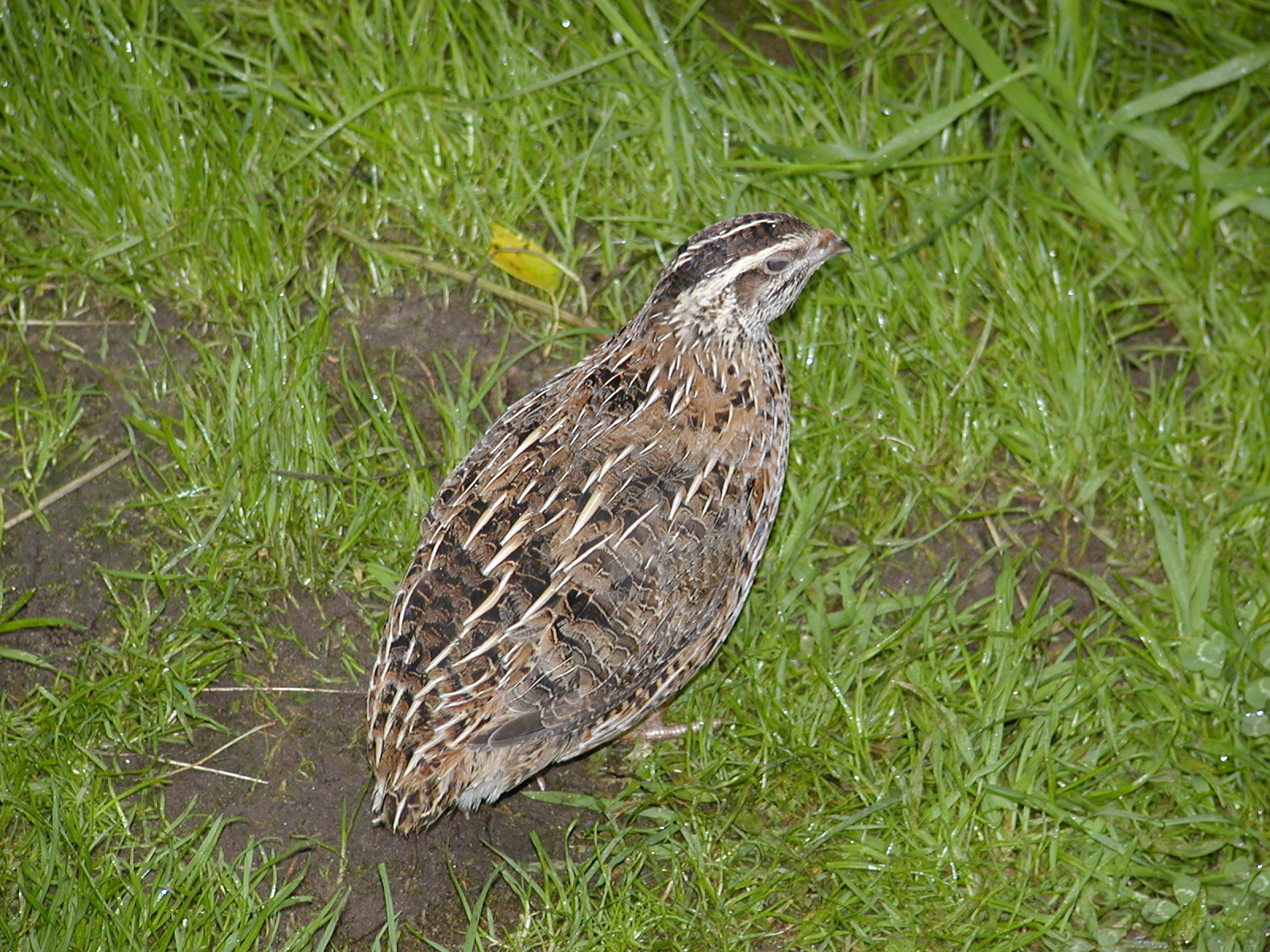
Femmina.

È indubbiamente il galliforme più piccolo d'Europa, a tal punto che le sue ridotte dimensioni la fanno spesso scambiare, a prima vista, con i pulcini in grado di volare di altri galliformi, quali le pernici. Questa prima impressione, tuttavia, viene rapidamente contraddetta dal fatto che le ali appaiono appuntite (grazie ad un effetto creato dalle remiganti primarie, lunghe e strette), mentre gli altri galliformi presentano ali dalla forma molto più arrotondata, ben diversa da quelle della quaglia. Questo piccolo uccello di colore brunastro scuro non presenta alcun carattere del piumaggio degno di nota, fatta eccezione per le striature biancastre dei fianchi e il disegno facciale nero del maschio. La parte superiore è marrone con striature nere e giallo-crema che formano due bande più o meno chiare. Le parti inferiori sono color crema e la gola è biancastra incorniciata da bande scure. Tre strisce giallastre ricoprono la sommità della testa. La coda, estremamente breve, accentua l'impressione della sua sagoma massiccia.

### Voce
Il canto della quaglia è un tipico suono delle campagne europee, riconosciuto da molti e ripreso anche nella letteratura musicale di grandi musicisti. Un suono che è parte integrante delle calde estati, che si integra appieno con il solleone e il frinire delle cicale. Gli inglesi, che per antica tradizione usano «umanizzare» i canti degli animali abbinandoli a frasi onomatopeiche di grande effetto, hanno tradotto il canto della quaglia in wet my lips ("bagna le mie labbra"). Tre semplici parole che ripetute imitano alla perfezione il suo canto. Se questo canto emesso dai maschi è ben noto a tutti, ben difficile è invece udire e distinguere quello delle femmine, che può essere trascritto come piou-pioup, molto più discreto e che spesso viene confuso con il canto dei grilli e delle cavallette.

## Biologia
La quaglia comune appartiene all'ordine dei Galliformi, che comprende anche il pollo domestico. Presenta, come quest'ultimo, un corpo rotondo e massiccio, nonché capacità di volo limitate. Ciononostante, è un uccello migratore che effettua lunghi viaggi. Contrariamente ad altri uccelli migratori, le quaglie non seguono le stesse rotte ogni anno e possono anche cambiare le zone di nidificazione o di svernamento. I maschi migrano prima delle femmine per prendere possesso dei territori, dai quali allontanano i rivali cantando. Una volta arrivate le femmine, esse iniziano a cercare un luogo adatto per nidificare. In estate, la quaglia comune è presente in tutta l'Europa e ad est fino alla Cina. In inverno, migra verso il sud in gran numero fino in Africa a sud del Sahara ma talvolta alcune si fermano sulle coste africane del Mediterraneo in Egitto e in Libia.

### Alimentazione
In primavera, la quaglia comune si nutre essenzialmente di insetti: carabi, cavallette, forbicine e formiche. Questa alimentazione ricca di proteine consente all'uccello di recuperare le forze dopo il lungo viaggio migratorio e prepararsi all'allevamento dei piccoli. Più avanti nella stagione, la quaglia mangia una maggiore quantità di semi. Quando questi divengono più abbondanti, costituiscono la sua fonte di nutrimento principale. La quaglia nidifica nei campi di cereali, di erba medica o di piante oleaginose, dove mangia i semi caduti a terra. Il regime alimentare molto energetico della quaglia le consente di accumulare riserve di grasso prima di intraprendere la migrazione autunnale dall'Europa e dalla Cina verso l'Africa e l'India.

### Riproduzione

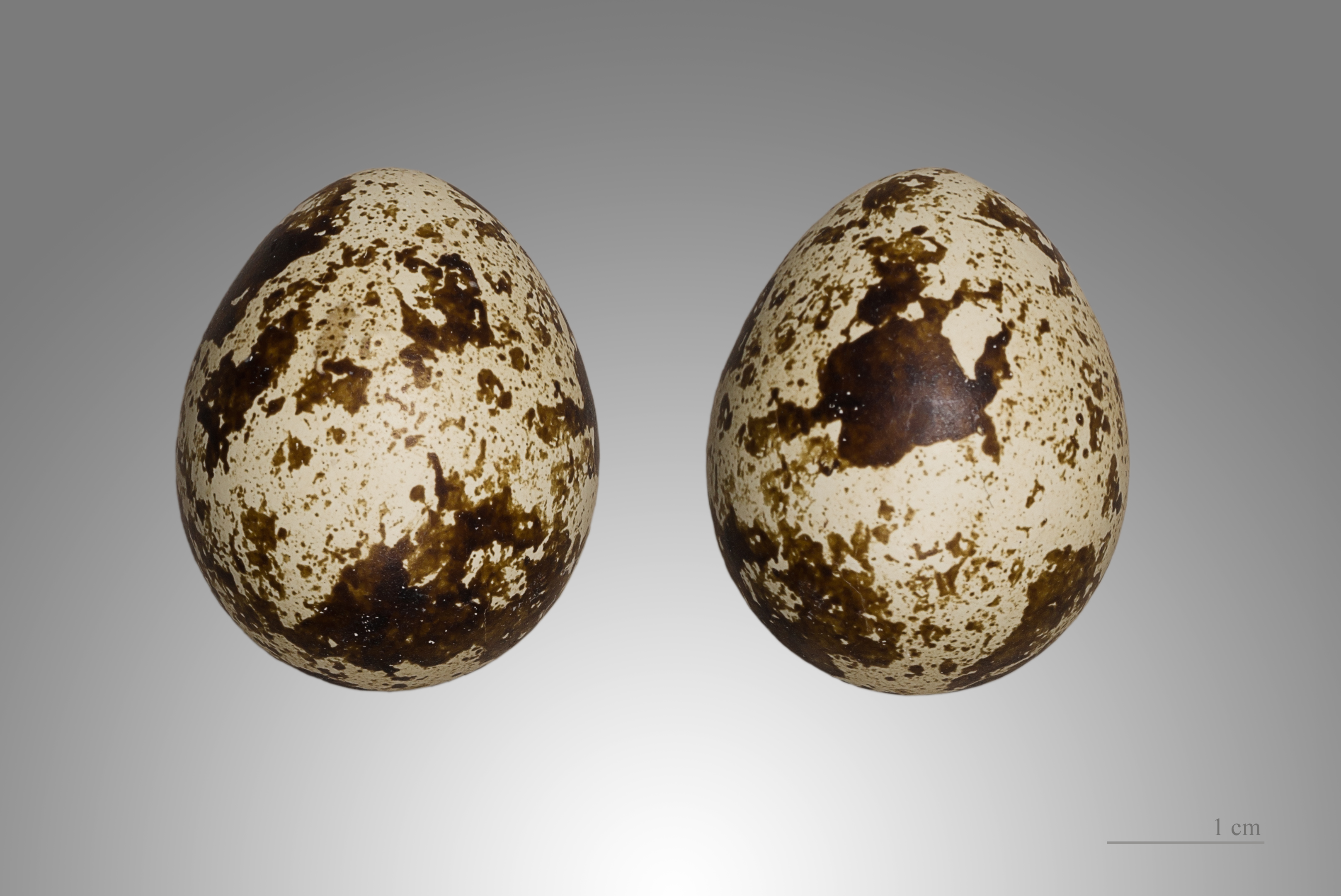
Uova di quaglia.

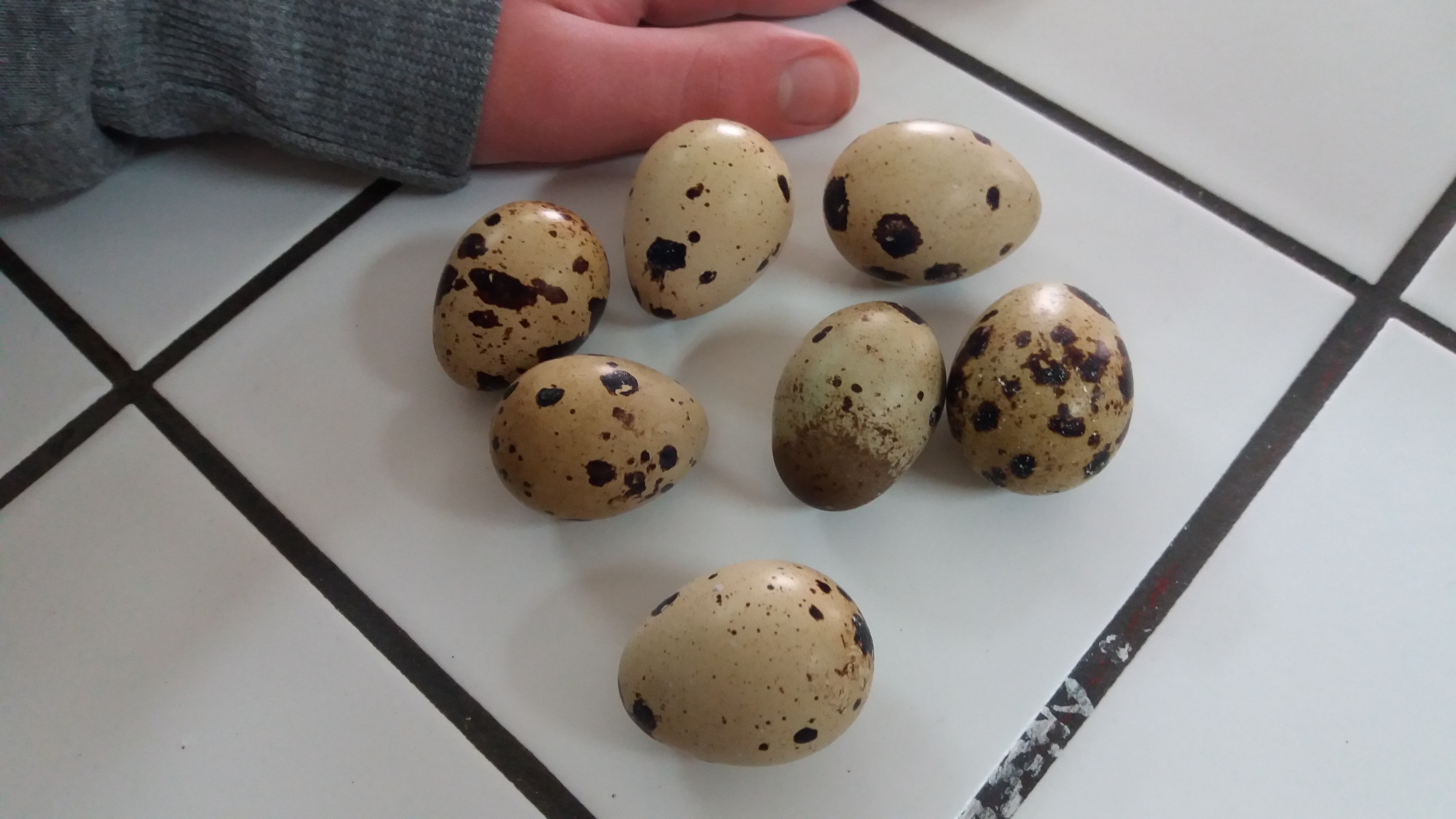
Uova di quaglia

La quaglia comune è una nidificatrice ostinata. Nel caso la sua covata vada distrutta, la quaglia può deporne una seconda e addirittura una terza. Costruisce il nido al suolo, tra la fitta vegetazione, di solito tra l'erba alta o i cereali, al sicuro dai predatori. Non appena il maschio ha stabilito un proprio territorio e la femmina ha scelto un luogo per nidificare, si forma la coppia. La femmina risponde al canto del maschio con il suo proprio canto, attirandolo verso di lei. Il maschio si avvicina alla femmina e le gira intorno con il piumaggio arruffato e le ali cadenti, tubando dolcemente. Dopo questa parata nuziale, molto simile a quella dei piccioni, gli uccelli sono uniti e si accoppiano. I legami che uniscono le coppie durano per tutta la stagione della nidificazione; maschi e femmine cantano spesso insieme. La femmina depone un uovo al giorno per circa 10 giorni e poi li cova per circa 18 giorni. Il maschio non prende parte all'incubazione. Le piccole quaglie possono volare all'età di tre settimane e sono pronte a partire per la migrazione a due mesi.

## Distribuzione e habitat

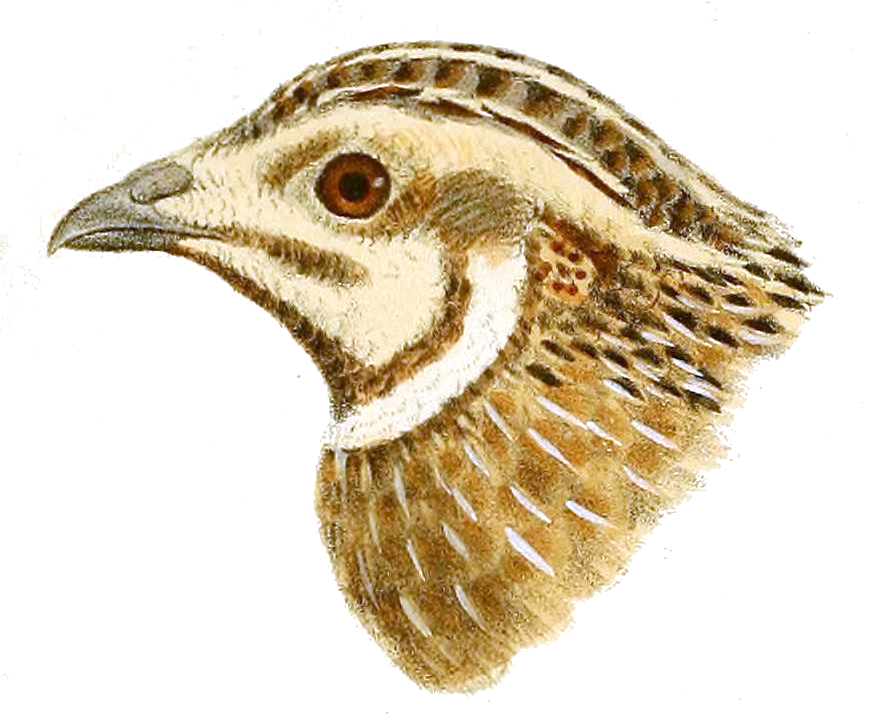
Testa di C. c. coturnix.

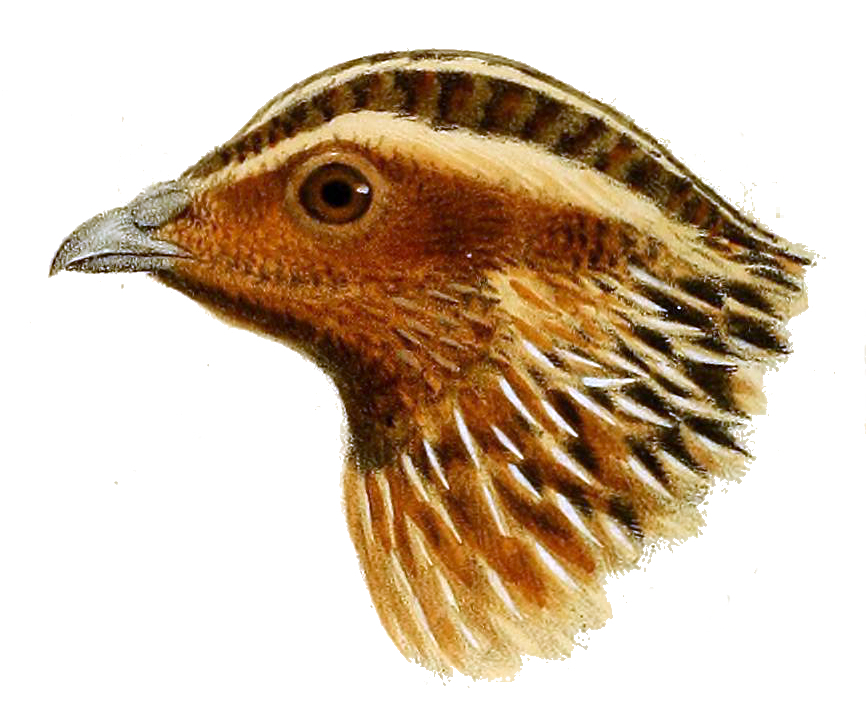
Testa di C. c. africana.

La quaglia comune vive generalmente su terreni pianeggianti o leggermente ondulati a meno di mille metri di altitudine, nonostante possa spingersi fino ad un'altitudine di 1800 metri in alcune vallate delle Alpi e perfino a quote superiori sull'Himalaya. Predilige tuttavia i prati, i campi di cereali (frumento, orzo, avena, segale), così come le distese di erba medica, i terreni freschi e nelle zone più impervie, le steppe.
La quaglia comune è una specie migratrice dalla distribuzione geografica molto vasta. Nidifica nell'Europa centrale e meridionale, nell'Asia occidentale e nell'Africa nord-occidentale, in un'area che comprende anche le Azzorre, Madeira, le isole Canarie, le isole del Capo Verde, il nord dell'Egitto, Israele e il nord dell'Iraq e dell'Iran. In Asia, l'area di nidificazione si estende fino al lago Baikal, ai piedi dei monti Altai in Mongolia, all'ovest della Cina, al Pakistan, all'Afghanistan, al Kashmir, al nord-est dell'India, al Nepal, al Bhutan, all'ovest dell'Assam e al nord del Bangladesh. I migratori raggiungono l'Egitto, la Libia, l'Africa equatoriale fino al nord del Kenya, l'Angola, lo Zambia, l'est della Repubblica Democratica del Congo, nonché la metà settentrionale dell'India. Alcuni degli uccelli che svernano nel Nordafrica sono già in grado di riprodursi prima di raggiungere l'Europa. La specie è stata introdotta anche sull'isola di Mauritius.
In Italia ha un areale molto frammentato, ma risulta essere abbastanza protetta, pur essendo minacciata in alcune località. Inoltre, la popolazione italiana selvatica sembra essere in aumento, pur essendo minacciata dalle ibridazioni con la quaglia giapponese.

## Tassonomia
La quaglia comune presenta grandi variazioni dovute alla sua grande distribuzione geografica e alla presenza di popolazioni isolate sedentarie. Sono state pertanto descritte diverse sottospecie, di cui attualmente ne vengono riconosciute come valide cinque:
- C. c. coturnix (Linnaeus, 1758), la sottospecie nominale, ampiamente diffusa dall'Europa fino alle regioni centro-orientali della Russia e alla Mongolia, ad est, e all'Africa nord-occidentale e alle regioni settentrionali e centrali dell'India, forse anche al Bangladesh, a sud; sverna soprattutto nella fascia del Sahel in Africa e nelle regioni centrali e meridionali dell'India;
- C. c. conturbans Hartert, 1917, endemica delle Azzorre e caratterizzata da un piumaggio più scuro di quello della sottospecie nominale, ma con parti superiori più chiare di C. c. africana;
- C. c. inopinata Hartert, 1849, molto simile alla precedente ed endemica delle isole del Capo Verde;
- C. c. africana Temminck e Schlegel, 1849, diffusa nell'Africa sub-sahariana, a Mauritius, nelle isole Comore e in Madagascar; è molto simile alla sottospecie nominale, ma ha il dorso più scuro.
- C. c. erlangeri Temminck, 1912, diffusa nelle regioni orientali dell'Africa, dall'Etiopia allo Zimbabwe; è la sottospecie più scura di tutte. I maschi hanno faccia, gola e parti inferiori di colore rosso.

## Conservazione
Da alcune stime risulterebbe che la popolazione mondiale di quaglie allo stato selvatico possa raggiungere l'incredibile numero di 15-35 milioni di individui adulti, qualificandole come uno degli uccelli più comuni del mondo alato. Di conseguenza, essa viene considerata dalla IUCN come «specie a rischio minimo» (Least Concern). L'allestimento di allevamenti industriali per la produzione alimentare e l'ibridazione con la congenere quaglia del Giappone (Coturnix japonica), di dimensione leggermente più grossa, ha ampliato la presenza di questo volatile, ormai specie ibrida, in tutti i continenti. La quaglia ha mostrato negli ultimi decenni sensibili riduzioni nel numero, dovute principalmente alla modifica dei metodi agricoli e della tipologia delle coltivazioni.